# Imre Timkó
Imre Timkó (* 13. August 1920 in Budapest, Königreich Ungarn; † 30. März 1988 in Nyíregyháza) war ein ungarischer Bischof des griechisch-katholischen Bistums Hajdúdorog.

## Leben
Imre Timkó empfing mit 25 Jahren am 8. Dezember 1945 die Priesterweihe für das unierte Bistum Hajdúdorog.
1975 wurde Imre Timkó von Papst Paul VI. zum Bischof von Hajdúdorog und zeitgleich zum Apostolischen Administrator im Exarchat Miskolc ernannt. Die Bischofsweihe spendete ihm am 8. Februar 1975 der Erzbischof von Gypsaria, Joakim Segedi; Mitkonsekratoren waren József Ijjas, Erzbischof von Kalocsa, und József Bánk, Erzbischof von Eger.
Imre Timkó war insgesamt 42 Jahre lang im Bistum Hajdúdorog im pastoralen Dienst tätig, ebenda 13 Jahre lang als griechisch-katholischer Bischof des Bistums. Zwischen 1952 und 1975 war Imre Timkó Professor für altchristliche Literatur an der Römisch-katholischen Theologischen Akademie (heute Theologische Fakultät der Katholischen Péter-Pázmány-Universität in Budapest). Am 30. März 1988 verstarb er mit 67 Jahren im Amt.